# 蕾切尔·布朗
蕾切尔·布朗（英語：Rachel Brown，1980年7月2日—），英国女子足球运动员。她曾代表英格兰参加2007年和2011年国际足联女子世界杯。她也曾参加2012年夏季奥林匹克运动会。